# دوک آکیتن

نقشه فرانسه در سال ۱۱۵۴ میلادی

دوک آکیتن (اکسیتان: Duc d'Aquitània: Duc d'Aquitània , فرانسوی: Duc d'Aquitaine‎: Duc d'Aquitaine , IPA: [dyk dakitɛn]) فرمانروای منطقه قرون وسطایی آکیتن (نباید با آکیتن امروزی اشتباه شود) تحت سلطه پادشاهان فرانک، انگلیسی و بعداً فرانسوی بود.
به عنوان یک ایالت جانشین استان رومی گالیا آکیتانیا و پادشاهی ویزیگوت (۴۱۸–۷۲۱)، آکیتانیا (آکیتن) و لانگداک (تولوز) قانون ویزیگوتی و قانون رومی را به ارث بردند که با هم ترکیب شده و به زنان حقوق بیشتری نسبت به هم عصران خود در سایر نقاط اروپا می‌دادند. به ویژه با Liber Judiciorum، که در سال‌های ۶۴۲ و ۶۴۳ تدوین شد و در قانون رکسوینث در سال ۶۵۳ گسترش یافت، زنان می‌توانستند زمین و مالکیت را به ارث ببرند و آن را مستقل از شوهران یا روابط مردانه خود اداره کنند و از اختیار خود بردارند. اموال در وصیت‌های قانونی در صورتی که وارث نداشتند و زنان می‌توانستند تا سن ۱۴ سالگی وکالت خود را داشته باشند و در دادگاه شهادت دهند و تا سن ۲۰ سالگی ازدواج خود را ترتیب دهند. در نتیجه، ترجیح مرد حق اولویت نخستین فرزند قانون جانشینی برای اشراف بود.

## تاج گذاری
پایتخت پادشاهان مروونژی و دوک‌های آکیتن در تولوز بود. پادشاهان کارولنژی از پایتخت‌های متفاوتی استفاده می‌کردند که در نواحی دورتر در شمال قلمرو قرار داشتند. در سال ۷۶۵، پپن کهتر پرچم طلایی دوک آکیتن، وایفر، را در صومعه سنت مارسیال در لیموژ اعطا کرد. پپن یکم در پواتیه به خاک سپرده شد. شارل چهارم در لیموژ تاج گذاری کرد و در بورژ به خاک سپرده شد. هنگامی که آکیتن پس از مرگ شارل سوم برای مدت کوتاهی استقلال خود را اعلام کرد، این رانولف دوم از پوآتو بود که عنوان سلطنتی را به خود اختصاص داد. در اواخر قرن دهم، لوئی پنجم در بریود تاجگذاری کرد.
روش تاجگذاری دوک آکیتن در یک اردو (فرمول) اواخر قرن دوازدهم از سن-اتین در لیموژ، بر اساس اردو رومی-آلمانی قبلی حفظ شده‌است. در اوایل قرن سیزدهم تفسیری به این دستور اضافه شد که بر لیموژ به عنوان پایتخت آکیتن تأکید می‌کرد. اوردو نشان داد که دوک یک ردای ابریشمی، تاج، پرچم، شمشیر، خار و حلقه سنت_والری دریافت کرده‌است.

## دوک‌های آکیتن در دورانپادشاهی ویزیگوت
- *سواتریوس (۴۹۳)، توسط کلوویس یکم پادشاه فرانک‌ها در طول جنگ اول فرانسه و ویزیگوت دستگیر شد.

## دوک‌های آکیتن در زمان پادشاهان فرانک
پادشاهان مروونژی که همزمان عنوان دوک آکیتن را داشتند، به صورت پررنگ هستند.
- کرام (۵۵۵–۵۶۰)
- دزیدریوس (۵۸۳–۵۸۷، مشترک با بلاداست)
- بلاداست (۵۸۳–۵۸۷، مشترک با دزیدریوس)
- گاندوالد (۵۸۴/۵۸۵)
- آستروالد (۵۸۷–۵۸۹)
- سرئوس (۵۸۹–۵۹۲)
- کلوتار دوم (۵۹۲–۶۲۹)
- شاریبرت دوم (۶۲۹–۶۳۲)
- شیلپریک آکیتانی (۶۳۲)
- بوگیس (۶۳۲–۶۶۰)
- فلیکس (۶۶۰–۶۷۰)
- لوپوس یکم (۶۷۰–۶۷۶)
- اودو کبیر (۶۸۸–۷۳۵)، سلطنت او احتمالاً در سال‌های ۶۹۲، ۷۰۰ یا ۷۱۵ آغاز شد، والدین نامشخص.
- هونالد یکم (۷۳۵–۷۴۵)، پسر اودو بزرگ، به صومعه‌ای تسلیم شد.
- وایفر (۷۴۵–۷۶۸)، پسر هونالد یکم.
- هونالد دوم (۷۶۸–۷۶۹)، احتمالاً پسر وایفر.
- لوپو دوم (۷۶۸–۷۸۱)، دوک گاسکونی، با حکومت شارلمانی و بستگان هونالد مخالفت کرد.

## حکومت مستقیم پادشاهان کارولنژی
دوک‌نشین خودمختار و دردسرساز آکیتن در سال ۷۶۹ توسط فرانک‌ها پس از یک سری شورش‌ها علیه حاکمیت آنها فتح شد. شارلمانی برای جلوگیری از نمایش جدید خاص‌گرایی آکیتن، تصمیم گرفت سرزمین را در قلمرو پادشاهی خود ادغام کند.
پس از فتح آکیتن توسط کارولنژی‌ها، دوک‌نشین دیگر به شکل سابق وجود نداشت و قدرت‌های آن توسط کنت‌ها (دوک‌های) تولوز، مقر اصلی دولت کارولنژی در میدای، به نمایندگی از کارسو و پس از برکناری، توسط ویلیام، معتمد شارلمانی و از بستگان نزدیک او، تصاحب شد. در سال ۷۸۱، او سومین پسر خود را لوئی که در آن زمان سه ساله بود، پادشاه آکیتن کرد. پادشاهی کارولنژی آکیتن، تابع پادشاه کارولنژی یا امپراتور (بعدها) مستقر در امپراتوری فرانک (اوسترازیا، نوستریا) بود. این تابعیت نه تنها مختص آکیتن بود، بلکه گوتیا، واسکونیا (گاسکونی) و دارایی‌های کارولنژی‌ها در اسپانیا را نیز شامل می‌شد. در سال ۸۰۶، شارلمانی قصد داشت امپراتوری خود را بین پسرانش تقسیم کند. لوئی پروانس و بورگوندی را به عنوان الحاقیه به پادشاهی خود دریافت کرد.
هنگامی که لوئی در سال ۸۱۴ جانشین شارلمانی به عنوان امپراتور شد، آکیتن را به پسرش پپن یکم اعطا کرد، پس از مرگ او در سال ۸۳۸، اشراف آکیتن پسر پپن پپن دوم را به عنوان پادشاه انتخاب کردند. (مرگ. ۸۶۵). اما امپراتور لوئی یکم با این ترتیب مخالفت کرد و پادشاهی را به کوچکترین پسرش شارل که بعدها با عنوان شارل دوم امپراتور شد، داد. این امر به سردرگمی و درگیری منجر شد و در نهایت به نفع شارل تمام شد. اگرچه از سال ۸۴۵ تا ۸۵۲ پپن دوم پادشاهی را در اختیار داشت، در ایستارتید ۸۴۸ در لیموژ، بزرگان و رؤسای آکیتن رسماً شارل را به عنوان پادشاه خود انتخاب کردند. بعداً در اورلئان توسط ونیلو، اسقف اعظم سنس غسل تعمید شد و تاجگذاری کرد. در سال ۸۵۲، پپن دوم توسط شارل دوم زندانی شد، که اندکی بعد شارل پسر خود را به عنوان فرمانروای آکیتن معرفی کرد. پس از مرگ شارل کوچکتر در سال ۸۶۶، برادرش لوئی جانشین او شد و هنگامی که در سال ۸۷۷، لوئی پادشاه فرانک‌ها شد، آکیتن به‌طور کامل جذب پادشاهی فرانک شد.
طی معاهده‌ای که در سال ۸۴۵ بین شارل دوم و پپن دوم منعقد شد، پادشاهی با از دست دادن پواتیه، سنتونژه و آنگوموا در شمال غربی منطقه، که به راینولف یکم، کنت پواتیه داده شده بود، کاهش یافت. عنوان دوک آکیتن، که قبلاً احیا شده بود، اکنون توسط راینولف یدک کشیده میشد، اگرچه کنت‌های تولوز نیز مدعی آن بودند. دوک‌نشین جدید آکیتن، شامل سه ناحیه‌ای که قبلاً ذکر شد، علیرغم اختلاف نظر با فرمانروایان فرانک، تا سال ۸۹۳ که کنت رینولف دوم به دستور شاه شارل سوم یا شارل ساده مسموم شد، در دست جانشینان رامولف باقی ماندند. سپس شارل دوک‌نشینی را به ویلیام پارسا، کنت اوورنی، بنیانگذار صومعه کلونی اعطا کرد، که در سال ۹۱۸ برادرزاده‌اش، کنت ویلیام دوم جانشین وی شد و در سال ۹۲۶ درگذشت.
دوک‌ها پی در پی منصوب شدند تا یکی از آنها به نام ویلیام چهارم، با هوگو کاپه، پادشاه فرانسه جنگید و دیگری، ویلیام پنجم، ملقب به بزرگ، توانست قدرت خود را به میزان قابل توجهی تقویت و گسترش دهد، او در مبارزه با کنراد دوم، پادشاهی لومبارد را به دست آورد. دوک‌نشین ویلیام تقریباً به محدوده Gallia Aquitania در روم باستان رسید، اما در جنوب گارون، ناحیه‌ای که در اختیار گاسکون‌ها بود، امتداد نیافت. ویلیام در ۱۰۳۰ درگذشت. در دوران اودو یا اودس (متوفی ۱۰۳۹) گاسکونی به آکیتن پیوست.

## دوک‌های آکیتن بازسازی شده در زمان پادشاهان فرانک
پادشاهان کارولنژی بار دیگر دوک‌های آکیتن را ابتدا در سال ۸۵۲ و دوباره از سال ۸۶۶ منصوب کردند. بعدها این دوک‌نشین را گوین نیز نامیدند.

## فرمانروایان پلانتاژنه آکیتن
در سال ۱۳۳۷، فیلیپ ششم، پادشاه فرانسه، در پی بروز اختلاف با ادوارد سوم، پادشاه انگلستان، تیول آکیتن را از وی پس گرفت. ادوارد به نوبه خود عنوان پادشاه فرانسه را به دلیل اصل و نسب خود از پدربزرگ مادری‌اش فیلیپ چهارم، پادشاه سابق فرانسه، ادعا کرد. این اختلاف، باعث آغاز دوره اول جنگ صدساله شد که در آن هر دو دودمان پلانتاژنه و والوآ ادعای برتری بر آکیتن داشتند.
در سال ۱۳۶۰، هر دو طرف عهدنامه بریتانی را امضا کردند، که در آن ادوارد از ادعای تاج و تخت فرانسه چشم‌پوشی کرد اما در مقابل دوک و ارباب آکیتن باقی ماند. با این حال، زمانی که این عهدنامه در سال ۱۳۶۹ شکسته شد، هم ادعاهای انگلیسی‌ها و هم جنگ از سر گرفته شد.
در سال ۱۳۶۲، شاه ادوارد سوم به عنوان لرد آکیتن، پسر بزرگ خود ادوارد، شاهزاده ولز را به عنوان شاهزاده آکیتن منصوب کرد.
- ادوارد شاهزاده سیاه (۱۳۶۲–۷۲)، پسر اول ادوارد سوم پادشاه انگلستان و فیلیپای انو، همچنین شاهزاده ولز بود.

در سال ۱۳۹۰، پادشاه ریچارد دوم ، پسر ادوارد شاهزاده سیاه، عموی خود جان گانت را دوک آکیتن کرد. این انتصاب پس از مرگ دوک منقضی شد و دوک‌نشین به تملک سلطنت بازگشت. صرف نظر از این، به دلیل در اختیار گرفتن پادشاهی توسط هنری چهارم، او همچنان دوک‌نشین را در اختیار گرفت.
- جان گانت (۱۳۹۰-۱۳۹۹)، چهارمین پسر ادوارد سوم و ملکه فیلیپا و همچنین دوک لنکستر بود.
- هنری چهارم، پادشاه انگلستان (۱۳۹۹-۱۴۰۰)، تاج و تخت انگلستان را که دوک‌نشین پس از مرگ پدرش جان گانت به تسلط او بازگشته بود، در اختیار گرفت، اما پس از رسیدن به پادشاهی انگلستان ، آن را به پسرش هنری واگذار کرد.
- هنری پنجم، پادشاه انگلستان (۱۴۰۰-۱۴۲۲)، پسر هنری چهارم و همچنین پادشاه انگلستان ۱۴۱۳-۱۴۲۲ بود.

هنری پنجم به عنوان پادشاه انگلستان و لرد آکیتن به سلطنت آکیتن ادامه داد. او به فرانسه حمله کرد و در محاصره هارفلور و نبرد آزینکورت در سال ۱۴۱۵ پیروز شد. او با معاهده تروا در سال ۱۴۲۰ موفق شد تاج سلطنتی فرانسه را برای خانواده خود به دست آورد. هنری پنجم در سال ۱۴۲۲ درگذشت، زمانی که پسرش هنری ششم در سن کمتر از یک سال تاج و تخت فرانسه را نیز به ارث برد. سلطنت او شاهد از دست دادن تدریجی کنترل انگلیس بر فرانسه بود.

## دوک‌های والوا و بوربون آکیتن
پادشاهان والوآ فرانسه که ادعای برتری بر آکیتن داشتند، عنوان دوک را به وارثان خود، یعنی دوفین‌ها اعطا کردند.
- ژان دوم (۱۳۴۵-۵۰)، پسر فیلیپ ششم، پادشاه فرانسه ، در سال ۱۳۵۰ به عنوان پادشاه فرانسه دست یافت.
- شارل، دوفن فرانسه، دوک گوین (۱۳۹۲؟–۱۴۰۱)، پسر شارل ششم.
- لوئی (۱۴۰۱–۱۵)، دوفن فرانسه، پسر شارل ششم.

با پایان جنگ صدساله، آکیتن تحت فرمان مستقیم پادشاه فرانسه بازگشت و در اختیار پادشاه باقی ماند. فقط گاهی دوک‌نشین یا عنوان دوک به یکی دیگر از اعضای سلسله اعطا می‌شد.
- شارل دو والوآ، دوک دو بری (۱۴۶۹–۷۲)، پسر شارل هفتم .
- خاویر (۱۷۵۳–۱۷۵۴)، پسر دوم لوئی، دوفن فرانسه.

اینفانت جیمی، دوک سگویا ، پسر آلفونسو سیزدهم اسپانیا ، یکی از مدعیان برای تاج و تخت فرانسه بود. او پسرش گونزالو (۱۹۷۲-۲۰۰۰) را دوک آکیتن نامید. گونزالو هیچ فرزند مشروعی نداشت.